# Bujáki vár
Buják várának romjai egy 310 méter magas hegyen találhatóak a falutól északra, erdős hegyektől körülvéve.

## A vár története
A vár magja, az öregtorony valamikor a tatárjárás után épülhetett, de oklevélben először csak 1303-ban említik. 1317-ben Csák Máté parancsára Ibur fia István ostromolta, de nem tudta bevenni, mert Dénes fia Pál mester felmentő serege az ostrom feladásáre késztette.
1386-ban Mária királynő Garai Miklósnak adta, és ezt az adományt 1393-ban Zsigmond király is megerősítette. A Garai család kihaltával visszaszállt az uralkodóra. Zsigmond király 1424. május 20-án a szandai várral együtt feleségének, Borbála királynénak adományozta az erősséget és a környező birtokokat (Bér, Bokor, Boldog, Erdőtarcsa, Kutasó stb.). 1439-ben Albert király elkobozta a várat Borbálától, és Báthory Istvánnak adományozta.
Az 1440-es években a husziták sikertelenül ostromolták.
A mohácsi csatavesztés után 1528-ban Szapolyai János király a Báthoryak hűtlensége miatt Werbőczy Istvánnak adta, de 1551-ben már ismét egy Báthory (Báthory András) volt a birtokos. A Báthoriak építették ki a 16. század közepére (a török veszély növekedése miatt) a külső falgyűrűt. Az északi nagy körbástyát valószínűleg 1551 táján építtette Báthori András. Ő csak 1552-ig maradt a vár ura. Ali budai pasa július 19-én, alig öt napos ostrom után foglalta el a várat, mert az őrség egy része éjszaka elmenekült.
Az 1556-57-es zsoldlajstrom szerint a török várőrség 28 fős volt. 1593-ban Báthory István országbíró vezetésével sikerült visszafoglalniuk a magyaroknak. 1605-ben Bocskai István csapatai szállták meg. 1606-ban, a bécsi békével került újra királyi kézbe.
A Báthori-család kihaltával a Várady család és Bosnyák Tamás füleki kapitány birtokába jutott. 1663-ban a törökök újra elfoglalták, és 50 főnyi őrséget helyeztek el a várban. Néhány hónap múlva Balassa Imre gyarmati kapitány vezetésével magyar csapatok foglalták vissza a várat azzal a feltétellel, hogy a török őrséget hagyják szabadon elvonulni. A magyarok a megállapodás ellenére Csécse mellett megtámadták a kivonulókat, és legtöbbjüket megölték. Emiatt még abban az évben Martuzán aga hatvani parancsnok ostrom alá vette a várat, amit Berczely János várkapitány a szabad elvonulás feltételével feladott. Most a törökök támadták meg az elvonulókat, és mészárolták le legtöbbjüket. Ekkor még kijavították a várat a törökök, de néhány év múlva, valószínűleg 1666-ban felrobbantották. Többé nem volt katonai szerepe, azóta pusztuló rom.
A várban még ma is látható a török mecset falainak maradványa.

## A vár felkeresése
Buják központjából a Bujáki Erdészeti Igazgatóság épületétől jobbra kezdődő úton kell elindulni a vár felé. Innen a HM üdülő irányába tartva, mintegy másfél kilométer után következik a Sasbérci kilátó elágazása. Pontosan innen, jobb felé indul a várhoz felfelé tartó ösvény. A távolság 400 méter, a szintkülönbség kb. hetven méter. A vár előtt kevéssel pihenőpad és információs tábla található. Közvetlenül a falak előtt egy újabb építésű, rossz állapotú kis téglaépület van. A vár belsejében a mélységek, instabil falak, kőomlások miatt fokozott elővigyázatosság szükséges. A vár  tetejére egy rossz állapotú, keskeny lépcsőzeten lehet feljutni.

## Képgaléria

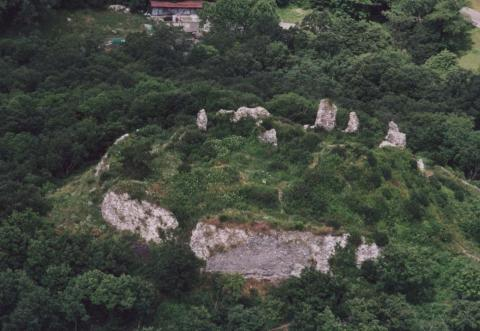
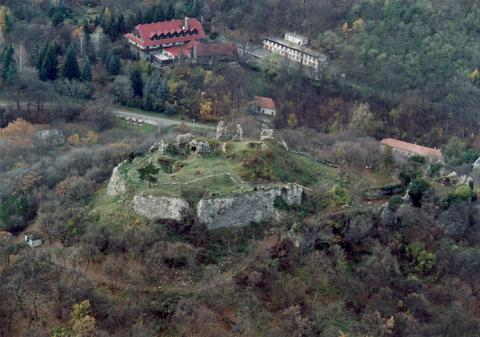
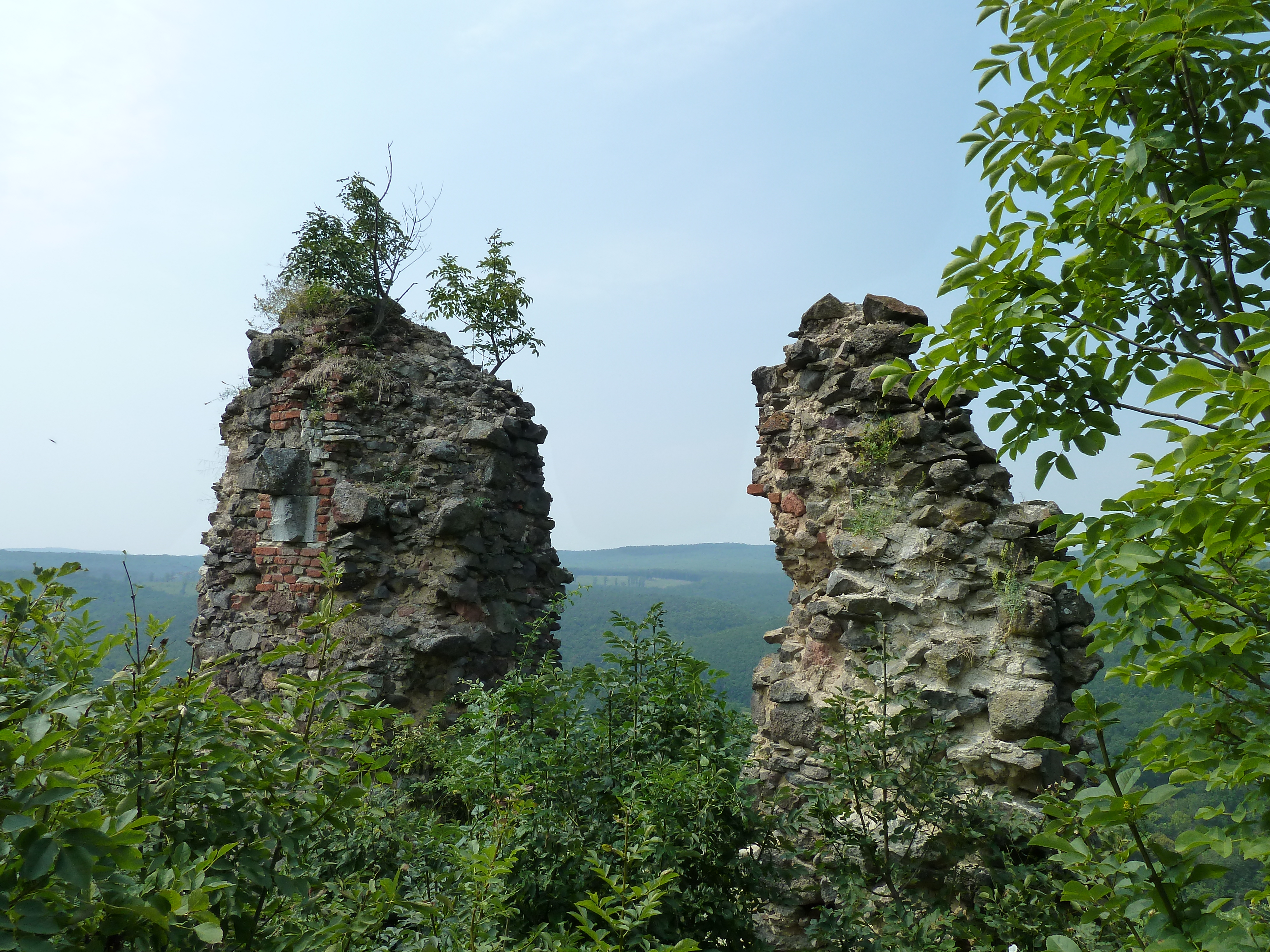
A belső vár falmaradványa